# Khlyst
Khlyst je americký drone/doommetalový hudební projekt založený roku 2006 v New York City. Jejími členy jsou kytarista/baskytarista James Plotkin (ex-O.L.D., Khanate), bubeník Tim Wyskida (Blind Idiot God, Manbyrd, Khanate) a norská zpěvačka Runhild Gammelsæter (ex-Thorr's Hammer).
Debutové studiové album Chaos Is My Name / Kaos er mitt navn vyšlo roku 2006 pod křídly amerického hudebního vydavatelství Hydra Head Records.

## Diskografie
Studiová alba
- Chaos Is My Name / Kaos er mitt navn (2006)

DVD
- Chaos Live (2008)